# Bumka armatissimus
Bumka armatissimus är en insektsart som beskrevs av Rauno E. Linnavuori 1969. Bumka armatissimus ingår i släktet Bumka och familjen dvärgstritar. Inga underarter finns listade i Catalogue of Life.